# طريقة الفروق المنتهية
طريقة الفروق المنتهية (بالإنجليزية: Finite-difference method)‏ هي تحليل عددي لحل المعادلات التفاضلية بتقريبهم مع معادلات الفروق، حيث تكون الفروق المنتهية تقارب المشتقات. فطريقة الفروق المنتهية هي طريقة تقطيع.
طريقة الفروق المنتهية حاليًا هي النهج المهيمن في التحليل العددي للمعادلات التفاضلية الجزئية.

## الاشتقاق من كثير حدود تايلور
أولًا، نفترض تابعًا تكون مشتقاته يمكن تقريبها تمامًا، ومن مبرهنة تايلور، يمكننا إنشاء نشر لمتسلسلة تايلور:
{\displaystyle f(x_{0}+h)=f(x_{0})+{\frac {f'(x_{0})}{1!}}h+{\frac {f^{(2)}(x_{0})}{2!}}h^{2}+\cdots +{\frac {f^{(n)}(x_{0})}{n!}}h^{n}+R_{n}(x),}
حيث n! ترمز إلى عاملي n، وRn(x) هو الباقي، ويشير إلى الفرق بين كثير حدود تايلور من الدرجة n والتابع الأصلي. سوف نشتق تقريبًا للمشتق الأول للتابع "f" بأول بتر [الإنجليزية] لكثير حدود تايلور:
{\displaystyle f(x_{0}+h)=f(x_{0})+f'(x_{0})h+R_{1}(x),}
بجعل، x0=a سيكون عندنا،
{\displaystyle f(a+h)=f(a)+f'(a)h+R_{1}(x),}
بالتقسيم على h يعطي:
{\displaystyle {f(a+h) \over h}={f(a) \over h}+f'(a)+{R_{1}(x) \over h}}
بحل f'(a):
{\displaystyle f'(a)={f(a+h)-f(a) \over h}-{R_{1}(x) \over h}}
وبافتراض أن {\displaystyle R_{1}(x)} صغيرة جدًا، يكون التقريب الأول لـ "f" هو:
{\displaystyle f'(a)\approx {f(a+h)-f(a) \over h}.}